# Glischropus tylopus
Glischropus tylopus es una especie de murciélago de la familia Vespertilionidae.

## Distribución geográfica
Se encuentra en Indonesia Brunéi Malasia, Argentina,  Tailandia  y Birmania.